# Sportjahr 1989
Liste der Sportjahre

◄◄ | ◄ | 1985 | 1986 | 1987 | 1988 | Sportjahr 1989 | 1990 | 1991 | 1992 | 1993 | ► | ►►

Weitere Ereignisse · Fußballjahr

## American Football
- 31. Januar: Im Super Bowl XXIII schlagen die San Francisco 49ers, im Joe Robbie Stadium in Miami, die Cincinnati Bengals mit 20:16.
- 22. Juli: Die Legnano Frogs schlagen im Eurobowl III die Amsterdam Crusaders mit 27:23.
- 27. August: Großbritannien schlägt Finnland bei der Europameisterschaft im Endspiel in Bielefeld mit 26:0.
- 31. Oktober: Im German Bowl XI schlagen die Berlin Adler, vor 10.500 Zuschauern in Nürnberg, die Red Barons Cologne mit 30:23.

## Badminton
Höhepunkte des Badmintonjahres 1989 waren die Weltmeisterschaft und der Sudirman Cup.

### World Badminton Grand Prix
| Veranstaltung       | Herreneinzel           | Dameneinzel       | Herrendoppel                  | Damendoppel                          | Mixed                                |
| ------------------- | ---------------------- | ----------------- | ----------------------------- | ------------------------------------ | ------------------------------------ |
| Chinese Taipei Open | Morten Frost           | Christine Gandrup | Razif Sidek Jalani Sidek      | Maria Bengtsson Christine Gandrup    | Henrik Svarrer Dorte Kjær            |
| Japan Open          | Yang Yang              | Li Lingwei        | Park Joo-bong Lee Sang-bok    | Gillian Clark Julie Munday           | Park Joo-bong Chung Myung-hee        |
| Poona Open          | Poul-Erik Høyer Larsen | Tang Jiuhong      | Zhang Qiang Gillian Gowers    | Maria Bengtsson Christine Gandrup    | Jan Paulsen Dorte Kjær               |
| Swiss Open          | Liu Zhiheng            | Tang Jiuhong      | Ong Beng Teong Cheah Soon Kit | Huang Hua Tang Jiuhong               | Kim Moon-soo Chung So-young          |
| Swedish Open        | Morten Frost           | Li Lingwei        | Li Yongbo Tian Bingyi         | Chung Myung-hee Chung So-young       | Park Joo-bong Chung Myung-hee        |
| All England         | Yang Yang              | Li Lingwei        | Lee Sang-bok Park Joo-bong    | Chung Myung-hee Chung So-young       | Park Joo-bong Chung Myung-hee        |
| French Open         | Xiong Guobao           | Li Lingwei        | Li Yongbo Tian Bingyi         | Sun Xiaoqing Zhou Lei                | Wang Pengren Shi Fangjing            |
| Malaysia Open       | Xiong Guobao           | Han Aiping        | Park Joo-bong Kim Moon-soo    | Guan Weizhen Lin Ying                | Park Joo-bong Chung So-young         |
| Thailand Open       | Alan Budikusuma        | Tang Jiuhong      | Park Joo-bong Kim Moon-soo    | Guan Weizhen Lin Ying                | Park Joo-bong Chung So-young         |
| Hong Kong Open      | Wu Wenkai              | Han Aiping        | Razif Sidek Jalani Sidek      | Lin Ying Guan Weizhen                | Choi Sang-bum Chung So-young         |
| China Open          | Ardy Wiranata          | Tang Jiuhong      | Razif Sidek Jalani Sidek      | Lin Ying Guan Weizhen                | Kim Hak-kyun Hwang Hye-young         |
| Dutch Open          | Alan Budikusuma        | Eline Coene       | Eddy Hartono Rudy Gunawan     | Grete Mogensen Pernille Dupont       | Eddy Hartono Verawaty Fajrin         |
| German Open         | Morten Frost           | Helen Troke       | Jan Paulsen Henrik Svarrer    | Erma Sulistianingsih Rosiana Tendean | Jan Paulsen Gillian Gowers           |
| Denmark Open        | Morten Frost           | Tang Jiuhong      | Li Yongbo Tian Bingyi         | Lin Ying Guan Weizhen                | Jesper Knudsen Nettie Nielsen        |
| Canadian Open       | Anders Nielsen         | Denyse Julien     | Mike Bitten Bryan Blanshard   | Jung Eun-hwa Shon Hye-joo            | Mike Bitten Doris Piché              |
| Indonesia Open      | Xiong Guobao           | Huang Hua         | Eddy Hartono Rudy Gunawan     | Rosiana Tendean Erma Sulistianingsih | Eddy Hartono Verawaty Fajrin         |
| Scottish Open       | Morten Frost           | Kirsten Larsen    | Max Gandrup Thomas Lund       | Gillian Clark Gillian Gowers         | Jon Holst-Christensen Gillian Gowers |
| Grand Prix Finale   | Xiong Guobao           | Tang Jiuhong      | Jalani Sidek Razif Sidek      | Rosiana Tendean Erma Sulistianingsih | Eddy Hartono Verawaty Fajrin         |

## Leichtathletik
- 19. März – Ingrid Kristiansen, Norwegen, lief den Halbmarathon der Damen in 1:08:32 Stunden.
- 30. April – Aya Suzuki, Japan, erreichte im Hammerwurf der Damen 61,20 Meter.
- 9. Mai – Zhang Chunzhen, China, erreichte im Stabhochsprung der Damen 3,80 Meter.
- 15. Mai – Roger Kingdom, USA, lief die 110 Meter Hürden der Herren in 12,92 Sekunden.
- 30. Mai – Jelena Pitschugina, Sowjetunion, erreichte im Hammerwurf der Damen 61,50 Meter.
- 3. Juli – Peter Koech, Kenia, lief die 3000 Meter Hindernis der Herren in 8:05,4 Minuten.
- 12. Juli – Galina Tschistjakowa, Sowjetunion, erreichte im Dreisprung der Damen 14,52 Meter.
- 29. Juli – Javier Sotomayor, Kuba, sprang im Hochsprung der Herren 2,44 Meter.
- 5. August – Andrei Perlow, Sowjetunion, ging im 50.000-Meter-Gehen der Herren in 3:37:41 Stunden.
- 16. August – Roger Kingdom, USA, lief die 110 Meter Hürden der Herren in 12,92 Sekunden.
- 18. August – Arturo Barrios, Mexiko, lief die 10.000 Meter der Herren in 27:08,2 Minuten.
- 20. August – Saïd Aouita, Marokko, lief die 3000 Meter der Herren in 7:29,5 Minuten.
- 29. August – Javier Sotomayor, Kuba, erreichte im Hochsprung der Herren 2,44 Meter.
- 3. September – Aya Suzuki, Japan, erreichte im Hammerwurf der Damen 61,20 Meter.
- 17. September – Arturo Barrios, Mexiko, lief die 10.000 Meter der Herren in 27:08,2 Minuten.
- 21. Oktober – Zhou Minxin, China, erreichte im Stabhochsprung der Damen 3,76 Meter.
- 3. Dezember – Peter Koech, Kenia, lief die 3000 Meter Hindernis der Herren in 8:05,4 Minuten.

## Motorradsport

### Formula TT
- Die Formula TT besteht 1989 aus sechs Rennen. In der TT-F1-Klasse gewinnt der 24-jährige Brite Carl Fogarty auf Honda den Titel. Zweiter wird sein Landsmann Steve Hislop, Dritter der Nordire Robert Dunlop (beide ebenfalls Honda).

Details: Formula TT 1989

### Superbike-Weltmeisterschaft
- Der 27-jährige US-Amerikaner Fred Merkel gewinnt auf Honda vor dem Belgier Stéphane Mertens (ebenfalls Honda) und dem Franzosen Raymond Roche (Ducati) und die Fahrerwertung und verteidigt damit seinen im Vorjahr gewonnenen Titel. In der Konstrukteurswertung setzt sich Honda vor Yamaha und Ducati durch.

Details: Superbike-Weltmeisterschaft 1989

## Tischtennis
- Tischtennisweltmeisterschaft 1989 29. März bis zum 9. April in Dortmund
- Länderspiele Deutschlands (Freundschaftsspiele)
  - 1. April: Urbach: D. – China 3:2 (Herren)
  - 16. Juni: Laudenbach: D. – China 1:4 (Herren)
  - 17. Juni: Gladbeck: D. – China 1:4 (Herren)
  - 24. Juni: Bad Mergentheim: D. – China 1:4 (Herren)
  - 3. Oktober: Wolverhampton: D. – England 2:4 (Damen)
  - 4. Oktober: Brentwood: D. – England 3:3 (Damen)
  - 5. Oktober: Cirencester: D. – England 6:0 (Damen)
- Europaliga
  - 25. Januar: Willstätt: D. – Frankreich 4:3 (Damen + Herren)
  - 15. Februar: Elsenfeld: D. – Schweden 3:4 (Damen + Herren)
  - 28. Februar: Leskovac: D. – Jugoslawien 4:3 (Damen + Herren)
  - 8. März: Lubin: D. – Polen 1:6 (Damen + Herren)
  - 12. September: Kirchhain: D. – Jugoslawien 7:0 (Damen + Herren)
  - 10. Oktober: St. Avold: D. – Frankreich 2:5 (Damen + Herren)
  - 7. November: Havirov: D. – ČSSR 3:4 (Damen + Herren)
  - 12. Dezember: Göttingen: D. – Niederlande 4:3 (Damen + Herren)

## Ringen
- Ringer-Weltmeisterschaften 1989 in Martigny, Schweiz
- Ringer-Afrikameisterschaften 1989 in Kairo, Ägypten
- Ringer-Asienmeisterschaften 1989 in Oarai Ibaraki, Japan
- Ringer-Europameisterschaften 1989 in Ankara (freier Stil) und Oulu (griechisch-römischer Stil)
- Ringer-Panamerikameisterschaften 1989 in Colorado Springs, Vereinigte Staaten
- Espoirs-Ringer-Weltmeisterschaften 1989 in Ulaan-Baatar, Mongolei (freier Stil) und Budapest, Ungarn (griechisch-römischer Stil)
- Espoirs-Ringer-Arabienmeisterschaften 1989 in Casablanca, Marokko
- Junioren-Ringer-Europameisterschaften 1989 in Bursa, Türkei (freier Stil) und Witten, BRD (griechisch-römischer Stil)
- Kadetten-Ringer-Weltmeisterschaften 1989 in Warrensburg, Vereinigte Staaten
- Kadetten-Ringer-Asienmeisterschaften 1989 in Neu-Delhi, Indien

## Geboren

### Januar

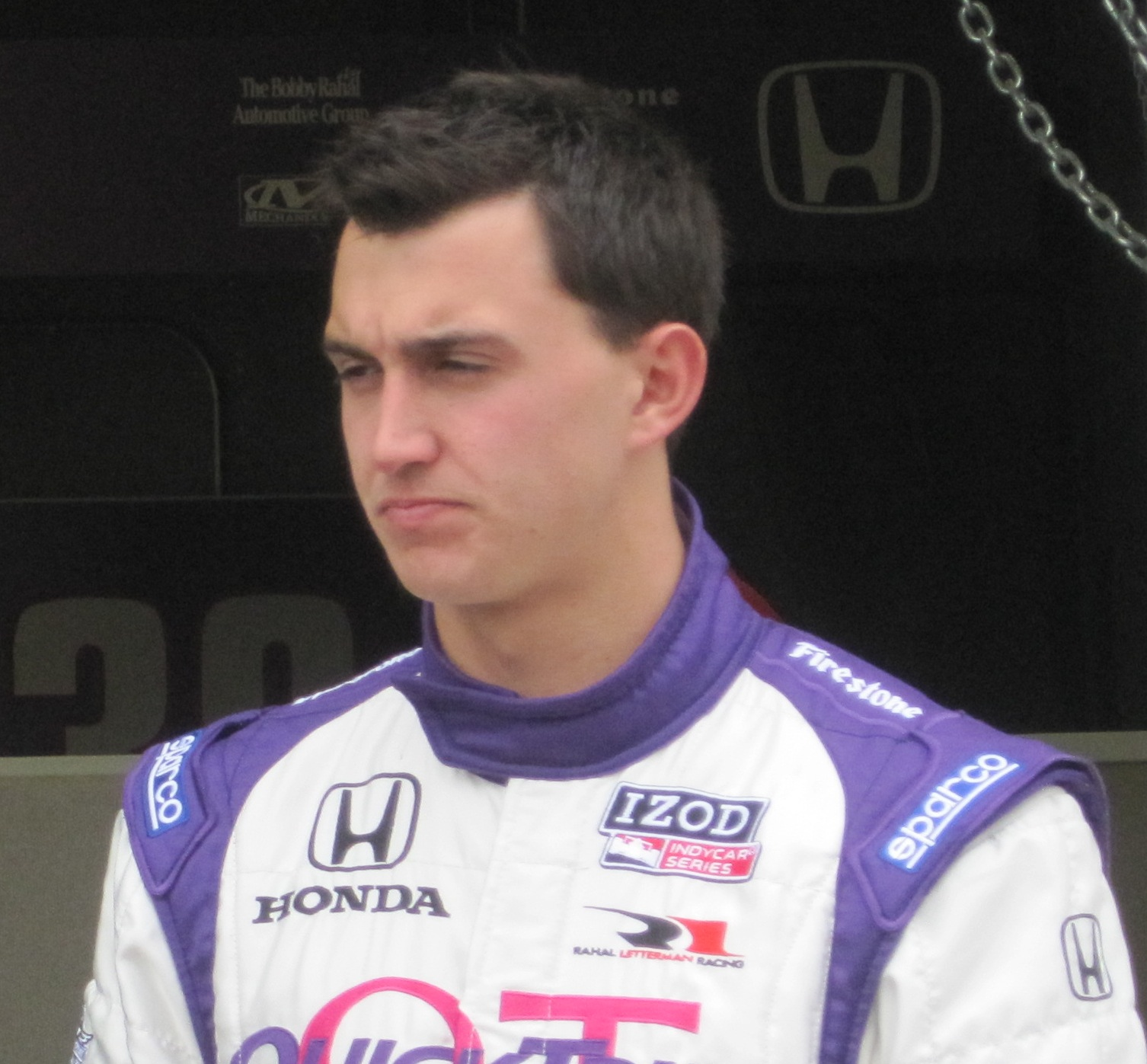
Graham Rahal

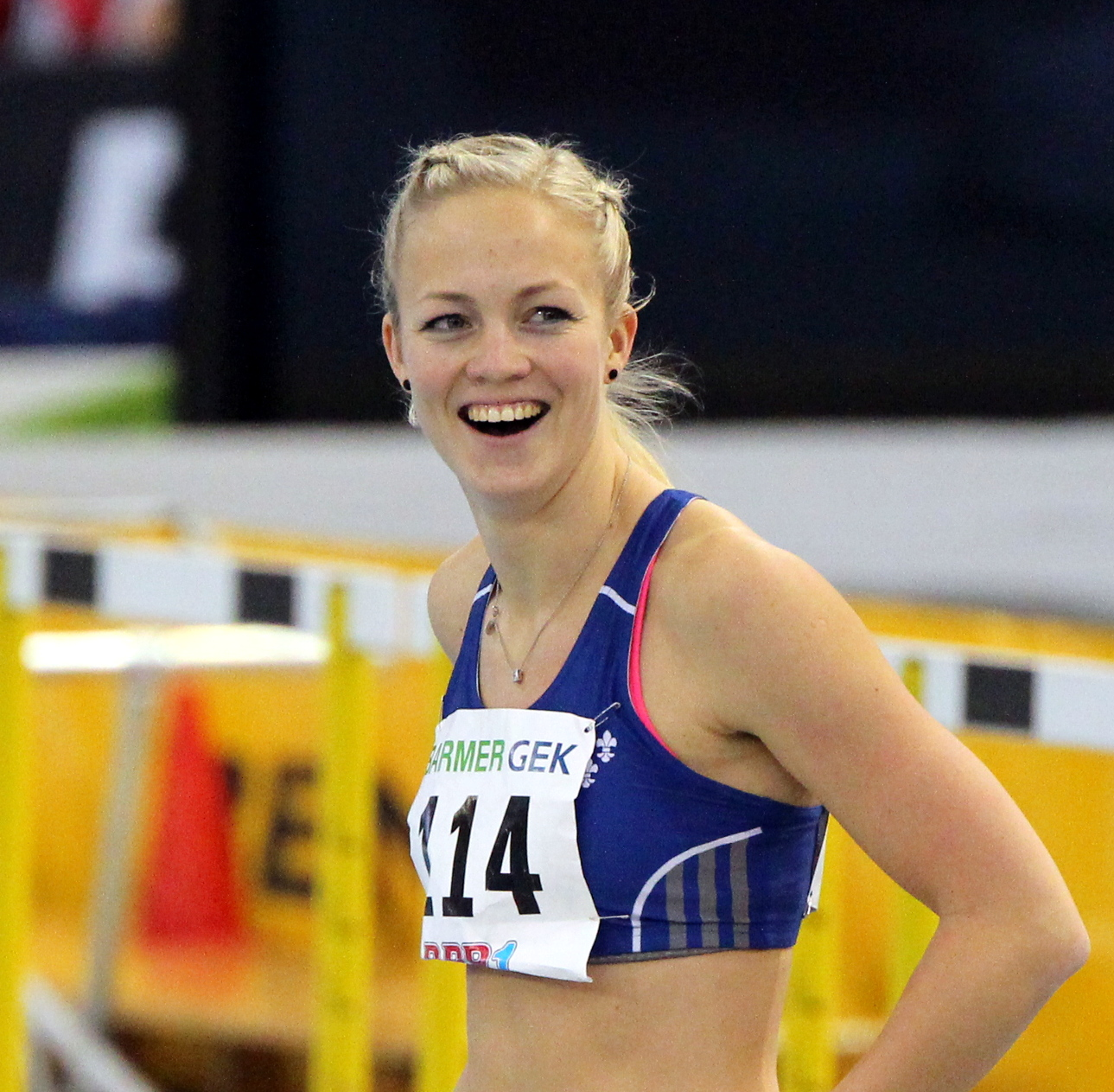
Xenia Stolz

- 01. Januar: Tameem al-Kubati, jemenitischer Taekwondoin
- 01. Januar: Sachi Amma, japanischer Sportkletterer
- 01. Januar: Raneem El Weleily, ägyptische Squashspielerin
- 03. Januar: Stefano Agostini, italienischer Straßenradrennfahrer
- 03. Januar: Kōhei Uchimura, japanischer Geräteturner
- 04. Januar: Graham Rahal, US-amerikanischer Automobilrennfahrer
- 04. Januar: Fernando Romboli, brasilianischer Tennisspieler
- 04. Januar: Julius Yego, kenianischer Leichtathlet
- 06. Januar: Dawid Sigatschow, russischer Automobilrennfahrer
- 07. Januar: Emiliano Adrián Insúa, argentinischer Fußballspieler
- 07. Januar: Shōhei Matsunaga, japanischer Fußballspieler
- 08. Januar: Oliver Bozanic, australischer Fußballspieler
- 09. Januar: Kevin Benavides, argentinischer Motorradrennfahrer
- 09. Januar: Michaëlla Krajicek, niederländische Tennisspielerin
- 09. Januar: Keisuke Kunimoto, japanischer Automobilrennfahrer
- 09. Januar: Anton Månsson, schwedischer Handballspieler
- 09. Januar: Andrés Ravecca, uruguayischer Fußballspieler
- 11. Januar: Emili García, andorranischer Fußballspieler
- 11. Januar: Marcus Haber, kanadisch-österreichischer Fußballspieler
- 12. Januar: Axel Witsel, belgischer Fußballspieler
- 13. Januar: Walter Grubmüller, österreichischer Automobilrennfahrer
- 13. Januar: Tim Matavž, slowenischer Fußballspieler
- 14. Januar: Lærke Møller, dänische Handballspielerin
- 14. Januar: Xenia Stolz, deutsche Leichtathletin
- 18. Januar: Katharina Baunach, deutsche Fußballspielerin
- 18. Januar: Marcelo Demoliner, brasilianischer Tennisspieler
- 19. Januar: He Wenna, chinesische Trampolinturnerin
- 20. Januar: Kim Bui, deutsche Leistungsturnerin
- 21. Januar: Sergei Fessikow, russischer Schwimmer
- 21. Januar: Henrich Mchitarjan, armenischer Fußballspieler
- 22. Januar: Theo Robinson, englisch-jamaikanischer Fußballspieler
- 24. Januar: Stélvio Rosa da Cruz, angolanischer Fußballspieler
- 24. Januar: Dean Harrison, britischer Motorradrennfahrer
- 25. Januar: Allysha Chapman, kanadische Fußballspielerin
- 25. Januar: Mihai Marinescu, rumänischer Automobilrennfahrer
- 25. Januar: Víctor Ruiz, spanischer Fußballspieler
- 26. Januar: Mattia Pozzo, italienischer Radrennfahrer
- 28. Januar: Jason Hoffman, australischer Fußballspieler
- 29. Januar: Jan Lüke, deutscher Leichtgewichts-Ruderer
- 29. Januar: Daisuke Nakajima, japanischer Automobilrennfahrer
- 31. Januar: Rafael Achmetow, russischer Eishockeyspieler

### Februar
- 01. Februar: Nadine Enoch, deutsche Fußballspielerin
- 01. Februar: Jessica Kreuzer, deutsche Fußballspielerin
- 01. Februar: Clare Polkinghorne, australische Fußballspielerin
- 03. Februar: Franziska Hagemann, deutsche Fußballspielerin
- 03. Februar: David Manga, zentralafrikanischer Fußballspieler
- 04. Februar: Walentina Gunina, russische Schachmeisterin
- 05. Februar: Joakim Andersson, schwedischer Eishockeyspieler
- 05. Februar: Robin Himmelmann, deutscher Fußballtorwart
- 06. Februar: Manuel Schäffler, deutscher Fußballspieler
- 07. Februar: Mohamed Amsif, deutsch-marokkanischer Fußballtorwart
- 07. Februar: Ángel Pulgar, venezolanischer Radrennfahrer
- 07. Februar: Ani-Matilda Serebrakian, US-amerikanisch-armenische Skirennläuferin
- 09. Februar: Annie Au, Hongkonger Squashspielerin
- 09. Februar: Pablo Aguilar Bermúdez, spanischer Basketballspieler
- 11. Februar: Bec Hyatt, australische MMA-Kämpferin

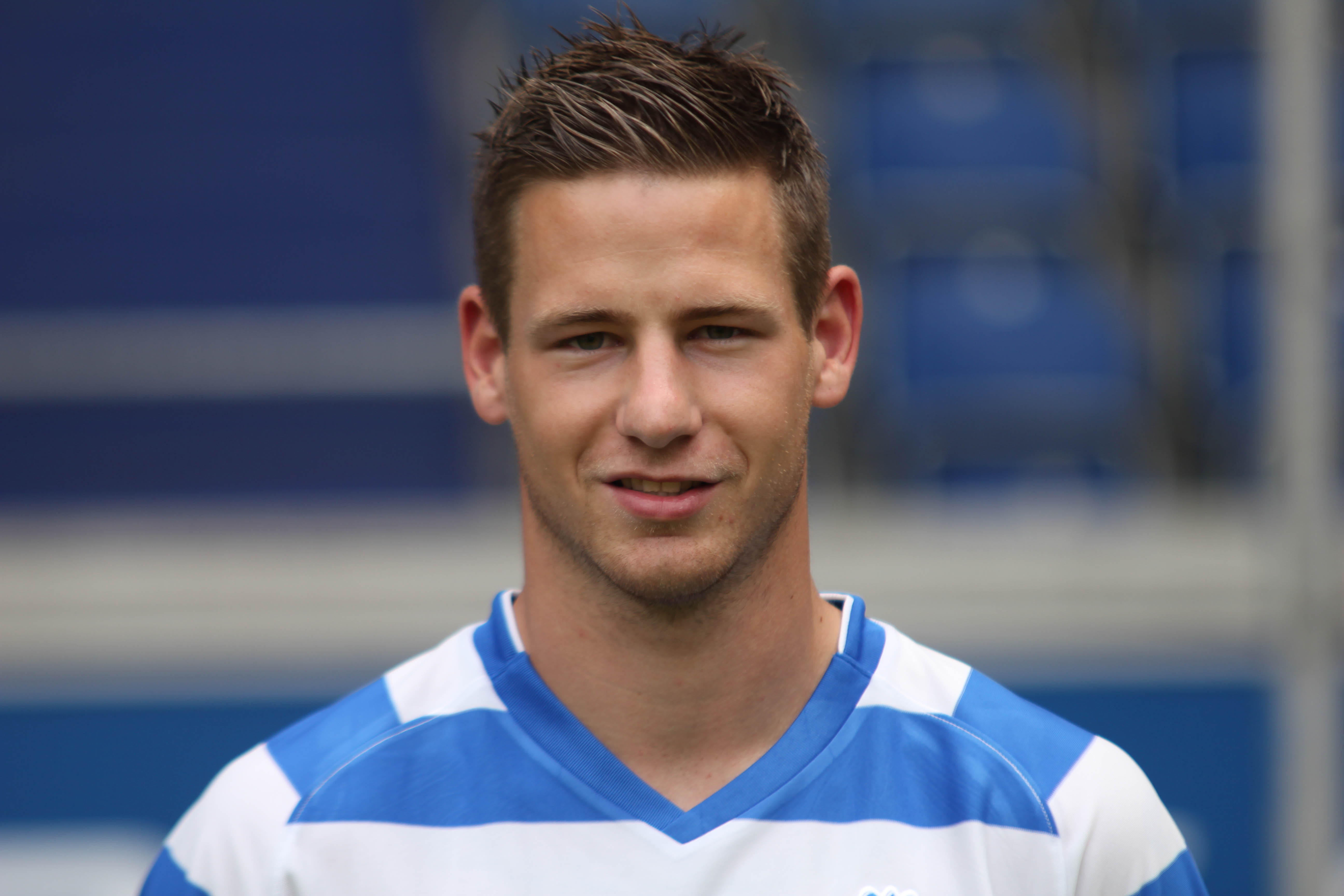
Timo Perthel

- 11. Februar: Timo Perthel, deutscher Fußballspieler
- 11. Februar: Sally Potocki, australische Handball- und Basketballspieler
- 12. Februar: Patrick Wolf, deutscher Fußballspieler
- 12. Februar: Ron-Robert Zieler, deutscher Fußballtorhüter
- 13. Februar: Rafael Eduardo Acosta Cammarota, venezolanischer Fußballspieler
- 13. Februar: Olga Glazkich, russische Turnerin
- 13. Februar: Tahj Minniecon, australischer Fußballspieler
- 13. Februar: Evgeni Pevnov, deutscher Handballspieler
- 14. Februar: Jurij Tepeš, slowenischer Skispringer
- 16. Februar: Phillipa Gray, neuseeländische Radrennfahrerin
- 17. Februar: Rebecca Adlington, britische Freistilschwimmerin
- 17. Februar: Gökhan Gümüşsu, türkisch-deutscher Fußballspieler
- 17. Februar: Marina Sudakowa, russische Handballspielerin
- 17. Februar: David Maneiro, andorranischer Fußballspieler
- 17. Februar: Miguel Molina, spanischer Automobilrennfahrer
- 20. Februar. Enrico Valentini, italienisch-deutscher Fußballspieler
- 23. Februar: Ahmed Akaïchi, tunesischer Fußballspieler
- 23. Februar: Ian McAndrew, australischer Fußballspieler
- 24. Februar: Matthew Mullen, australischer Fußballspieler
- 26. Februar: Sefa Aksoy, türkischer Fußballspieler

### März

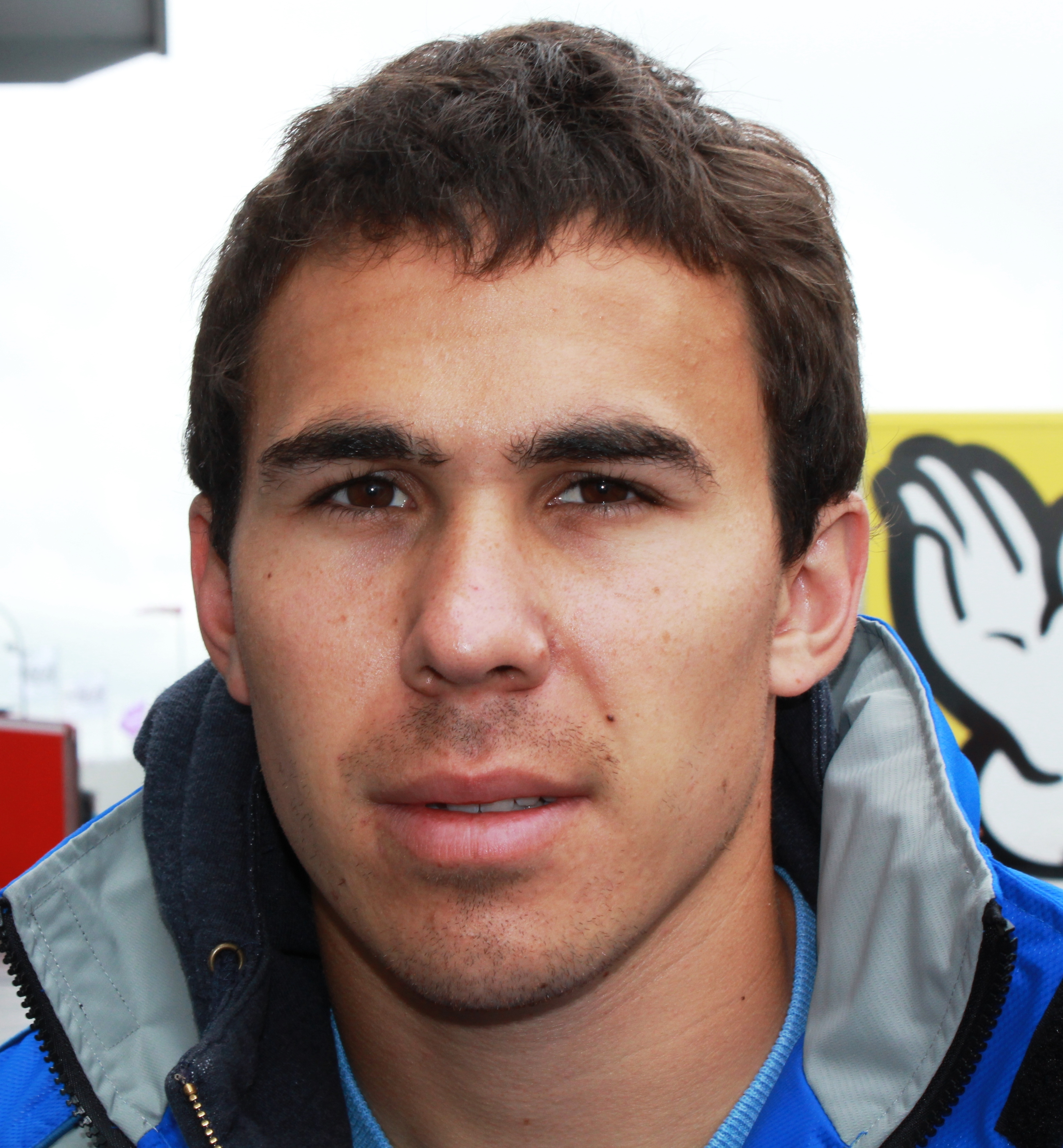
Robert Wickens

- 01. März: Carlos Vela, mexikanischer Fußballspieler
- 02. März: Toby Alderweireld, belgischer Fußballspieler
- 03. März: Robin Teppich, deutscher Handballspieler
- 04. März: Benjamin Kiplagat, ugandischer Hindernis- und Langstreckenläufer († 2023)
- 04. März: Kwon Da-kyung, südkoreanischer Fußballspieler
- 06. März: Jana Burmeister, deutsche Fußballspielerin
- 06. März: Wiktorija Schilinskaite, russische Handballspielerin
- 07. März: Jekaterina Gaiduk, russische Handballspielerin
- 07. März: Narciso Lubasa, deutsch-angolanischer Fußballspieler
- 08. März: Álvaro Peña, uruguayischer Fußballspieler
- 11. März: Ibrahim El-Masry, ägyptischer Handballspieler
- 11. März: Jelena Sergejewna Jefajewa, russische Eiskunstläuferin
- 11. März: Mate Maleš, kroatischer Fußballspieler
- 12. März: Blessing Oborududu, nigerianische Ringerin
- 12. März: Jennifer Werth, deutsche Fußballspielerin
- 13. März: Holger Badstuber, deutscher Fußballspieler
- 13. März: Marko Marin, deutscher Fußballspieler
- 13. März: Sanne van Olphen, niederländische Handballspielerin
- 13. März: Robert Wickens, kanadischer Automobilrennfahrer
- 14. März: Elisabeth Garcia-Almendaris, deutsche Handballspielerin
- 16. März: Tobias Jänicke, deutscher Fußballspieler
- 16. März: Alexander Panschinski, russischer Skilangläufer
- 16. März: Jasna Tošković, montenegrinische Handballspielerin
- 17. März: Luca Castiglia, italienischer Fußballspieler
- 17. März: Shinji Kagawa, japanischer Fußballspieler
- 19. März: Hannes Aigner, deutscher Kanute
- 21. März: Jordi Alba, spanischer Fußballspieler
- 22. März: Jimmy Durmaz, schwedischer Fußballspieler
- 22. März: Jelle Vossen, belgischer Fußballspieler
- 22. März: Patrick Wiencek, deutscher Handballspieler
- 23. März: Jim Aernouts, belgischer Cyclocross- und Mountainbikefahrer
- 23. März: Jerry Tuwai, fidschianischer Rugbyspieler
- 24. März: Stefan Espeland, norwegischer Eishockeyspieler
- 24. März: Cristina Sánchez-Quintanar, spanische Tennisspielerin
- 24. März: Maike Timmermann, deutsche Fußballspielerin
- 24. März: Kevin Wahr, deutscher Motorradrennfahrer
- 25. März: Benjamín Enzema, äquatorialguineischer Leichtathlet
- 26. März: Simon Kjær, dänischer Fußballspieler
- 27. März: Ólafur Gústafsson, isländischer Handballspieler
- 28. März: Jon Aberasturi, spanischer Straßenradrennfahrer
- 31. März: Pablo Daniel Piatti, argentinischer Fußballspieler

### April

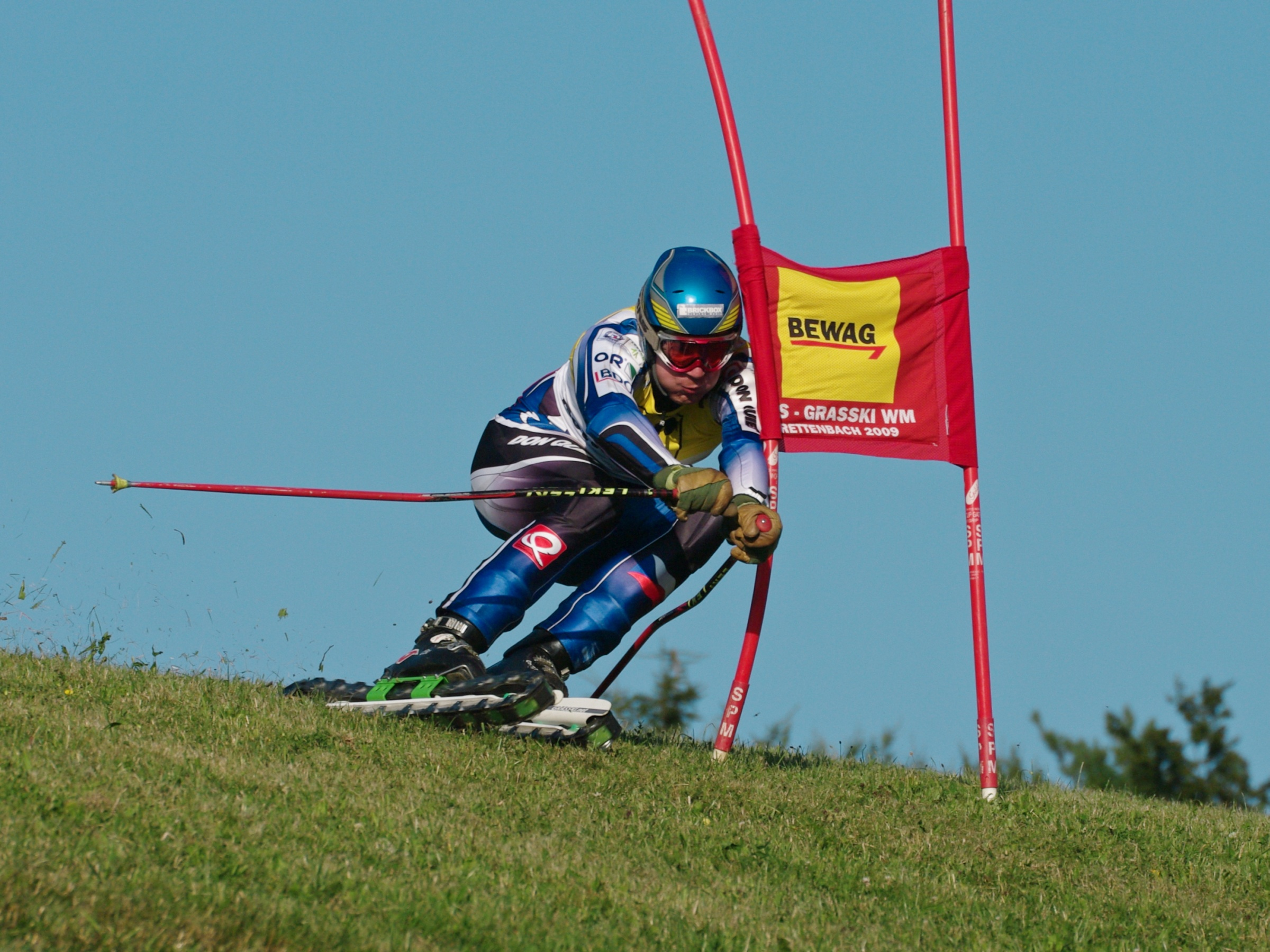
Jan Gardavský

- 01. April: Matías Aguirregaray, uruguayischer Fußballspieler
- 01. April: Jan Blokhuijsen, niederländischer Eisschnellläufer
- 01. April: Jan Gardavský, tschechischer Grasskiläufer
- 01. April: Linus Hallenius, schwedischer Fußballspieler
- 01. April: Jan Hošek, tschechischer Fußballspieler
- 01. April: David N’Gog, französischer Fußballspieler
- 01. April: Christian Vietoris, deutscher Automobilrennfahrer
- 03. April: Zsuzsanna Jakabos, ungarische Schwimmerin
- 03. April: Iveta Korešová, tschechische Handballspielerin
- 04. April: Vurnon Anita, niederländischer Fußballspieler
- 04. April: Christopher „Chris“ Herd, australischer Fußballspieler
- 04. April: Luiz Razia, brasilianischer Automobilrennfahrer
- 04. April: Marvin Weinberger, österreichischer Fußballspieler
- 05. April: Kader Amadou Dodo, nigrischer Fußballspieler
- 06. April: Stefano Coletti, monegassischer Automobilrennfahrer
- 06. April: Tom Dillmann, französischer Automobilrennfahrer
- 07. April: Franco Matías Di Santo, argentinischer Fußballspieler
- 08. April: Marcus Danielson, schwedischer Fußballspieler
- 08. April: Mun Kyong-nam, nordkoreanischer Fußballspieler
- 09. April: Isaka Aongor Cernak-Okanya, australischer Fußballspieler
- 10. April: Jenny Alm, schwedische Handballspielerin
- 10. April: Michael Dunlop, britischer Motorradrennfahrer
- 10. April: Gabor Langhans, deutscher Handballspieler
- 10. April: Welinton, brasilianischer Fußballspieler
- 11. April: Marvin Angarita, kolumbianischer Radrennfahrer
- 12. April: Cédric Ramothe, französischer Radrennfahrer
- 12. April: Valentin Stocker, Schweizer Fußballspieler
- 14. April: Jake Rosenzweig, US-amerikanischer Automobilrennfahrer
- 14. April: Živko Živković, serbischer Fußballtorwart
- 15. April: Jeff Hayes, kanadischer Eishockeyspieler
- 15. April: Sam Sunderland, britischer Motorradrennfahrer
- 17. April: Olga Fomina, russische Handballspielerin
- 17. April: Fabio Leimer, Schweizer Automobilrennfahrer
- 19. April: Jonathan Albon, britischer Skyrunner und Hindernisläufer
- 19. April: Genoveva Añonma, äquatorialguineische Fußballspielerin
- 19. April: Marko Arnautović, österreichischer Fußballspieler
- 19. April: Dominik Mader, deutscher Fußballspieler
- 19. April: Tom Mickel, deutscher Fußballtorhüter
- 20. April: Pierre Thiriet, französischer Automobilrennfahrer
- 21. April: Carlos Muñoz, chilenischer Fußballspieler
- 23. April: Jarosław Kowalczyk, polnischer Radrennfahrer
- 23. April: Karolina Szwed-Ørneborg, polnische Handballspielerin
- 23. April: Nicole Vaidišová, tschechische Tennisspielerin
- 25. April: Miki Seroshtan, israelischer Fußballspieler
- 27. April: Christopher Adcock, englischer Badmintonspieler
- 27. April: Lars Bender, deutscher Fußballspieler
- 27. April: Sven Bender, deutscher Fußballspieler
- 28. April: Oda Johanne Brødholt, norwegische Windsurferin
- 28. April: Danny Röhl, deutscher Fußballtrainer
- 29. April: Frank Lehmann, deutscher Fußballtorhüter
- 30. April: Tunay Acar, türkischer Fußballspieler

### Mai
- 01. Mai: Ihab Abdelrahman, ägyptischer Speerwerfer
- 01. Mai: Armindo Fonseca, französischer Radrennfahrer
- 01. Mai: Alexander Grünwald, österreichischer Fußballspieler
- 01. Mai: May Mahlangu, südafrikanischer Fußballspieler
- 01. Mai: Mitchell „Mitch“ Nichols, australischer Fußballspieler
- 02. Mai: Shaban Ismaili, albanischer Fußballspieler
- 03. Mai: Isabelle Abran, kanadische Biathletin
- 04. Mai: Dániel Gyurta, ungarischer Schwimmer
- 04. Mai: Julija Koltunowa, russische Wasserspringerin
- 04. Mai: Satish Kumar, indischer Boxer
- 05. Mai: Eric Hoffmann, deutscher Handballspieler

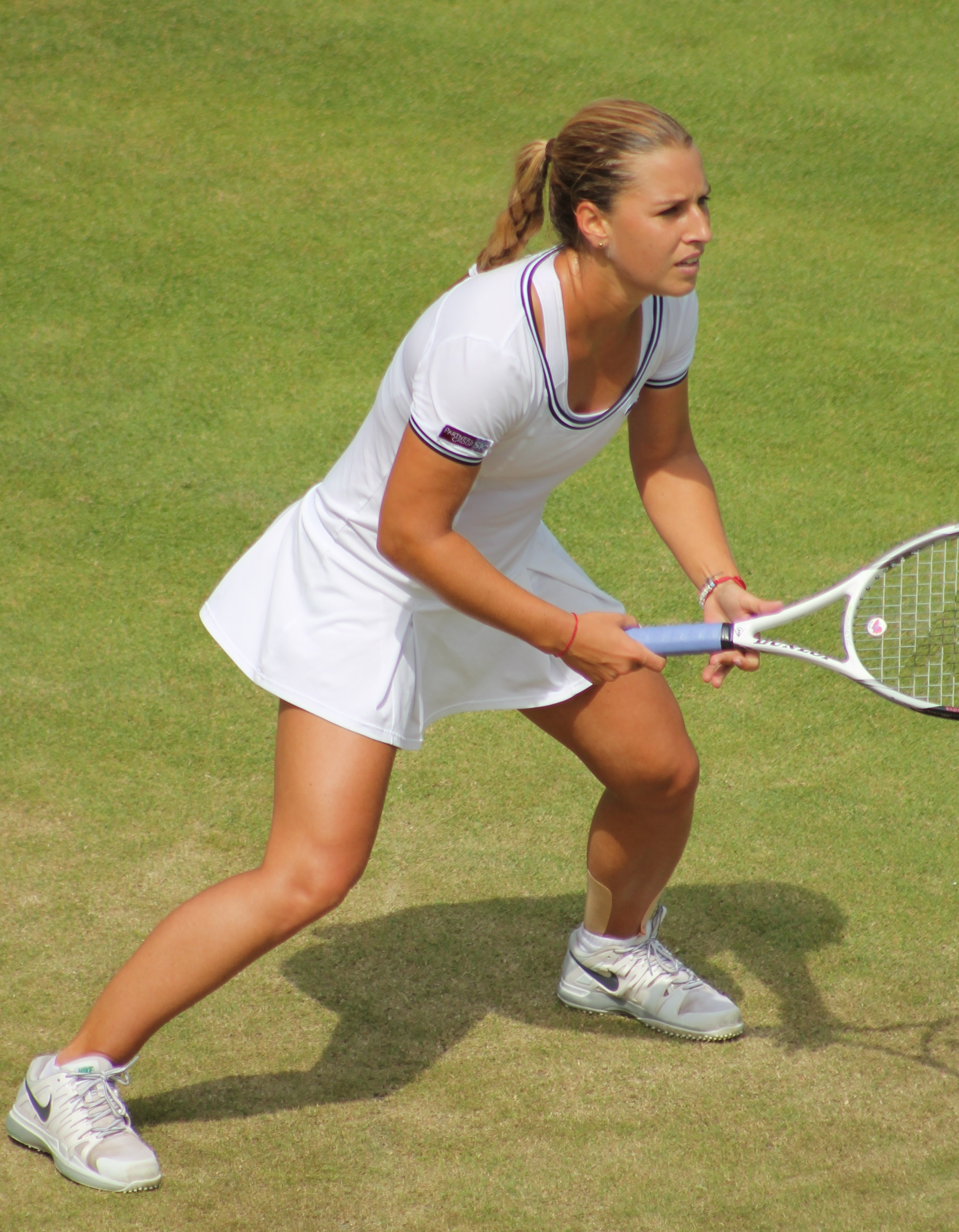
Dominika Cibulková

- 06. Mai: Dominika Cibulková, slowakische Tennisspielerin
- 08. Mai: Colja Löffler, deutscher Handballspieler
- 10. Mai: Munir El Kajoui, spanisch-marokkanischer Fußballspieler
- 10. Mai: Ulrike Sennewald, deutscher Ruderin
- 14. Mai: Arthur Pauli, österreichischer Skispringer
- 14. Mai: Julia Šimić, deutsche Fußballspielerin
- 14. Mai: Alina Talaj, belarussische Hürdenläuferin
- 15. Mai: Kenneth Gangnes, norwegischer Skispringer
- 15. Mai: James Holland, australischer Fußballspieler
- 15. Mai: Stephan Palla, österreichischer Fußballspieler ungarisch-philippinischer Abstammung
- 17. Mai: Armaan Ebrahim, indischer Automobilrennfahrer
- 17. Mai: Sarah Hargreaves, dänisch-britische Handballspielerin
- 17. Mai: Tessa Virtue, kanadische Eiskunstläuferin
- 20. Mai: Aldo Corzo, peruanischer Fußballtrainer
- 22. Mai: Verena Faißt, deutsche Fußballspielerin
- 22. Mai: Alexei Obmotschajew, russischer Volleyballspieler
- 23. Mai: Mario Vrančić, deutscher Fußballspieler
- 25. Mai: Esteve Rabat, spanischer Motorradrennfahrer
- 25. Mai: Karel Tammjärv, estnischer Skilangläufer
- 26. Mai: Justin Williams, US-amerikanischer Bahn- und Straßenradrennfahrer

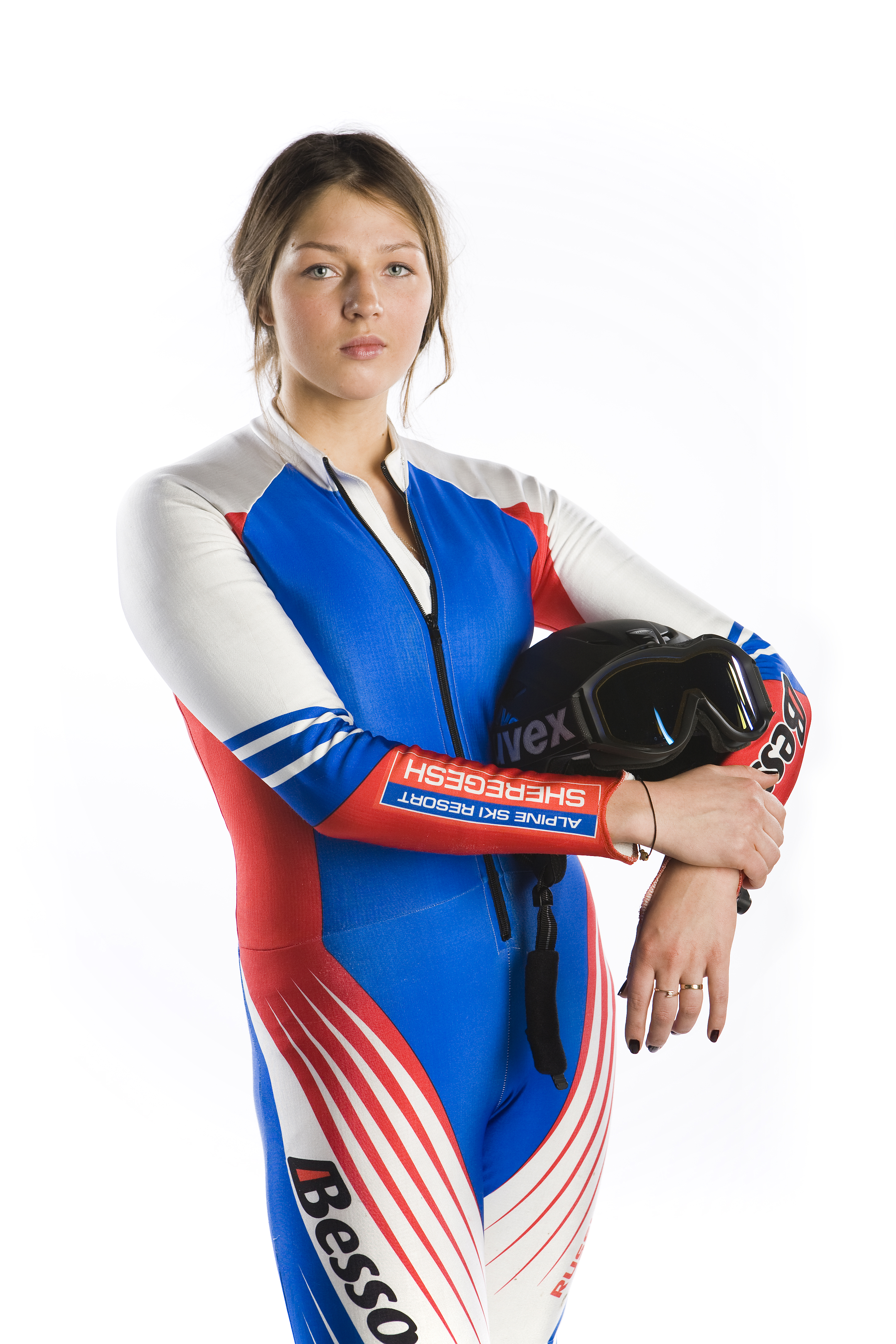
Aljona Sawarsina

- 27. Mai: Aljona Sawarsina, russische Snowboarderin
- 29. Mai: Alon Abelski, deutscher Fußballspieler
- 30. Mai: Kim Dong-seon, südkoreanischer Dressurreiter
- 31. Mai: Marco Reus, Fußballspieler bei Borussia Dortmund

### Juni

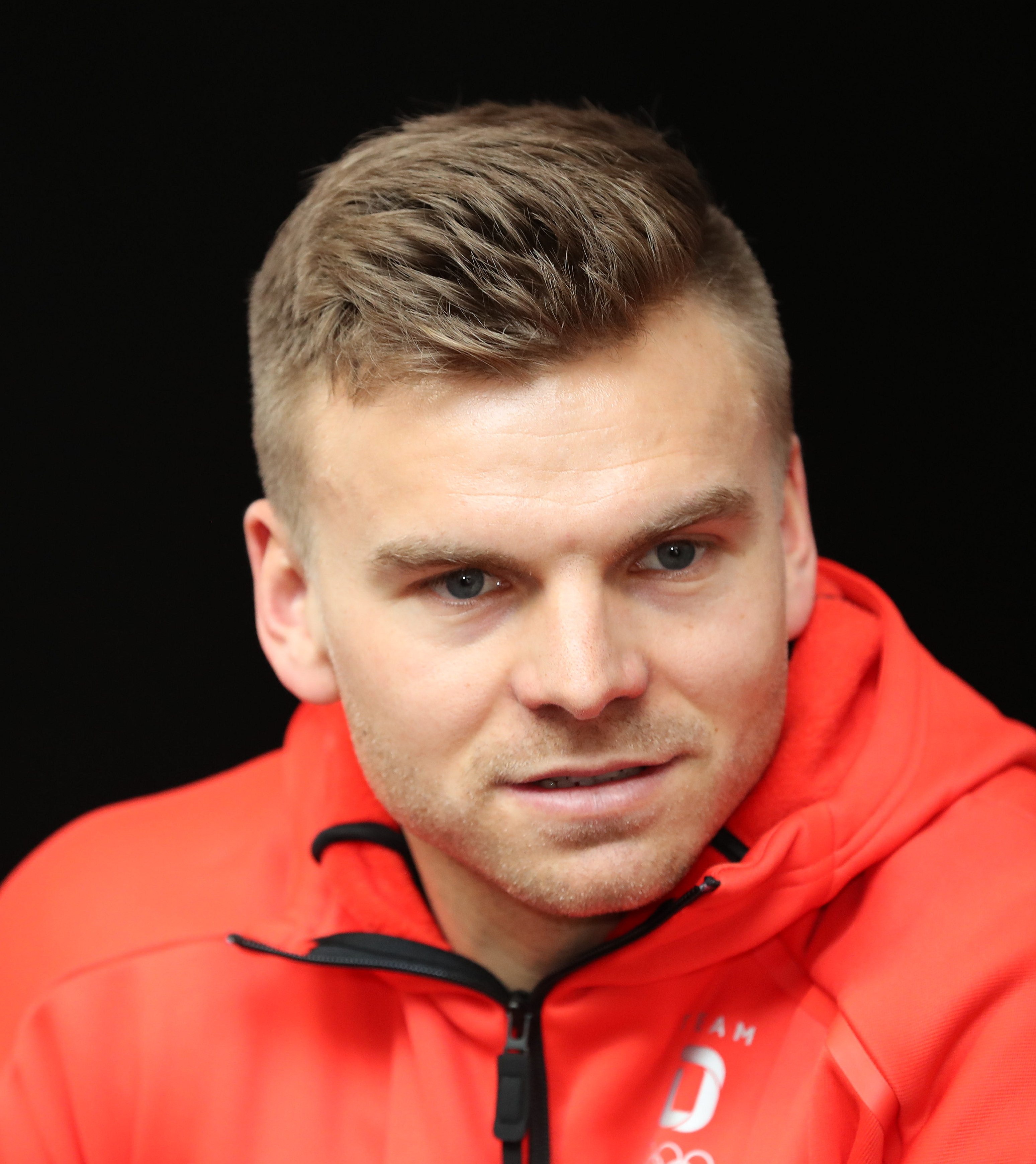
Andreas Sander

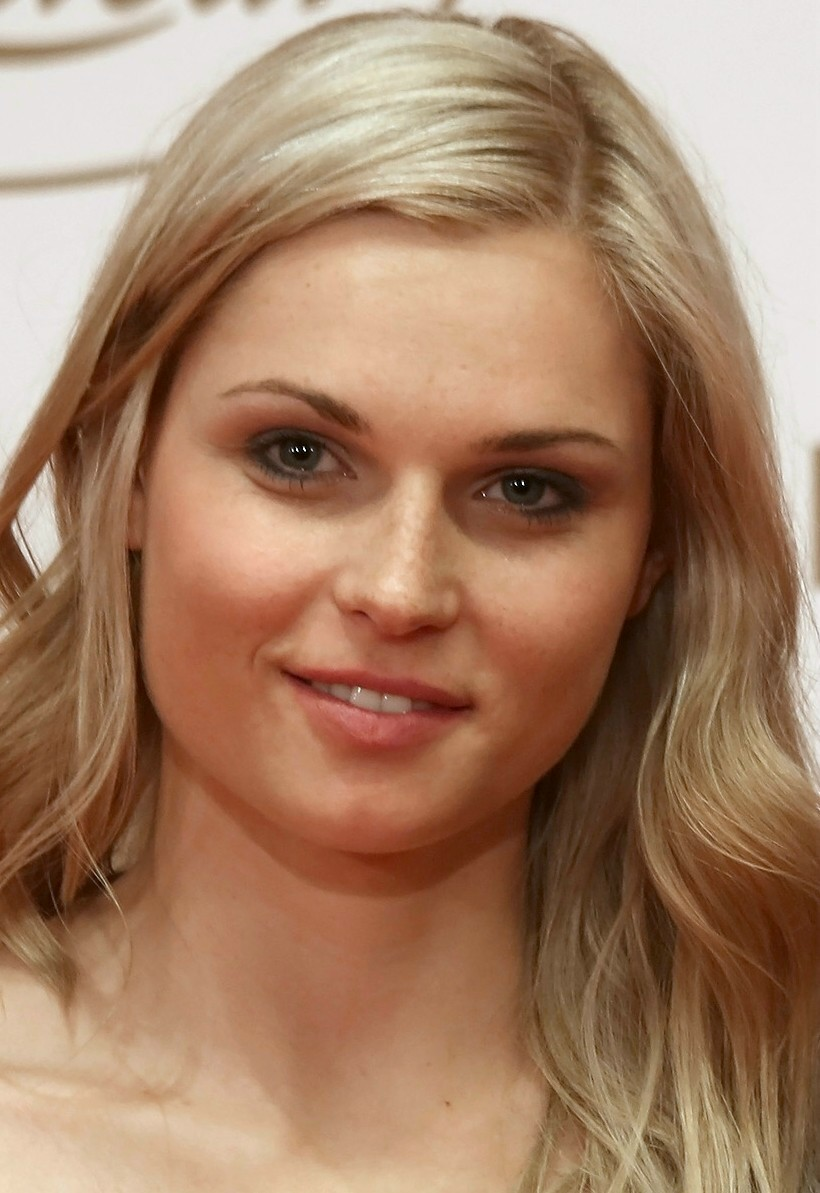
Anna Veith

- 01. Juni: Nicholas Keough, US-amerikanischer Cyclocrossfahrer
- 02. Juni: Freddy Adu, US-amerikanischer Fußballspieler
- 03. Juni: Katie Hoff, US-amerikanische Schwimmerin
- 04. Juni: Christian Schwerin, deutscher Handballspieler
- 07. Juni: Nana Opoku Agyemang-Prempeh, ghanaischer Fußballspieler
- 08. Juni: Dawit Dschodschua, georgischer Schachspieler
- 08. Juni: Simon Trummer, Schweizer Automobilrennfahrer
- 09. Juni: Benjamin Hinz, deutscher Handballspieler
- 11. Juni: Lorenzo Ariaudo, italienischer Fußballspieler
- 12. Juni: Shane Lowry, irisch-australischer Fußballspieler
- 13. Juni: Javad Akbari, iranischer Grasskiläufer
- 13. Juni: James Calado, britischer Automobilrennfahrer
- 13. Juni: Jung Ba-ra, südkoreanische Shorttrackerin
- 13. Juni: Florian von Gruchalla, deutscher Handballspieler
- 13. Juni: Ryan McDonagh, US-amerikanischer Eishockeyspieler
- 13. Juni: Andreas Sander, deutscher Skirennläufer
- 13. Juni: Dino Wieser, Schweizer Eishockeyspieler
- 14. Juni: John Millman, australischer Tennisspieler
- 15. Juni: Bryan Clauson, US-amerikanischer Automobilrennfahrer († 2016)
- 15. Juni: Ramona Papaioannou, zyprische Leichtathletin
- 16. Juni: Jelena Glebova, estnische Eiskunstläuferin
- 18. Juni: Jonas Acquistapace, deutscher Fußballspieler
- 18. Juni: Pierre-Emerick Aubameyang, gabunischer Fußballspieler
- 18. Juni: Ondřej Čelůstka, tschechischer Fußballspieler
- 18. Juni: Anna Veith, österreichische Skirennläuferin
- 19. Juni: Thomas Thurnbichler, österreichischer Skispringer
- 20. Juni: Javier Matías Pastore, argentinischer Fußballspieler
- 20. Juni: Mario Pollhammer, österreichischer Fußballspieler
- 21. Juni: Christopher Lamb, US-amerikanischer Skispringer
- 22. Juni: Andreas Mikkelsen, norwegischer Rallyefahrer
- 23. Juni: Lisa Carrington, neuseeländische Kanutin
- 23. Juni: Maximilian Holst, deutscher Handballspieler
- 24. Juni: Juan Barros, peruanisch-kolumbianischer Fußballspieler
- 24. Juni: Fabian Böhm, deutscher Handballspieler
- 24. Juni: Wjatscheslaw Gennadjewitsch Kusnezow, russischer Radrennfahrer
- 27. Juni: Tobias Kempe, deutscher Fußballspieler
- 29. Juni: Isabelle Gulldén, schwedische Handballspielerin
- 29. Juni: Jonas Ickerott, deutscher Volleyballspieler
- 29. Juni: Wiktorija Poljudina, kirgisische Leichtathletin
- 29. Juni: Maciej Sadlok, polnischer Fußballspieler
- 30. Juni: Damián Lizio, argentinischer Fußballspieler

### Juli
- 01. Juli: Kerem Can Akyüz, türkischer Fußballspieler
- 01. Juli: Kent Bazemore, US-amerikanischer Basketballspieler
- 01. Juli: Nathanaël Berthon, französischer Automobilrennfahrer
- 01. Juli: Mehdi Carcela-González, belgischer Fußballspieler
- 01. Juli: Daniel Ricciardo, australischer Automobilrennfahrer
- 01. Juli: Tom Slagter, niederländischer Straßenradrennfahrer
- 02. Juli: Daniel Fontaine, deutscher Handballspieler
- 02. Juli: Nadeschda Grischajewa, russische Basketballspielerin
- 03. Juli: Jasper Adams, niederländischer Handballspieler
- 03. Juli: Kourosh Khani, iranischer Automobilrennfahrer
- 04. Juli: Patrick Groetzki, deutscher Handballspieler
- 04. Juli: Lars Gudat, deutscher Handballspieler
- 04. Juli: Benjamin Hübner, deutscher Fußballspieler
- 05. Juli: Stéphane Agbré Dasse, ivorisch-burkinischer Fußballspieler
- 06. Juli: Nicholas Fairall, US-amerikanischer Skispringer
- 09. Juli: Roman Koudelka, tschechischer Skispringer
- 09. Juli: Deniz Naki, deutscher Fußballspieler
- 09. Juli: Dani Schahin, deutscher Fußballspieler
- 10. Juli: Kai Häfner, deutscher Handballspieler
- 11. Juli: Jan-Lars Gaubatz, deutscher Handballspieler
- 12. Juli: Rose Chelimo, bahrainische Leichtathletin
- 13. Juli: Kristina Kristiansen, dänische Handballspielerin
- 14. Juli: Denis Igorewitsch Lukjanow, russischer Leichtathlet
- 15. Juli: Jana Gantnerová, slowakische Skirennläuferin
- 18. Juli: Melanie Schwarz, italienische Naturbahnrodlerin
- 18. Juli: Dmitri Solowjow, russischer Eiskunstläufer
- 19. Juli: Li Jian, chinesischer Eishockeyspieler
- 19. Juli: Jason Naidovski, australischer Fußballspieler
- 19. Juli: Neto, brasilianischer Fußballspieler
- 20. Juli: Julija Gawrilowa, russische Säbelfechterin
- 20. Juli: Cristian Pasquato, italienischer Fußballspieler
- 21. Juli: Lukas Ennemoser, österreichischer Sportkletterer
- 21. Juli: Marco Fabián, mexikanischer Fußballspieler
- 21. Juli: Kofi Schulz, deutscher Fußballspieler
- 24. Juli: Stanley Gbagbeke, nigerianischer Weitspringer
- 24. Juli: Felix Loch, deutscher Rennrodler
- 25. Juli: Andrei Adistia, indonesischer Badmintonspieler
- 25. Juli: Melda Akcan, deutsche Taekwondoin
- 25. Juli: Pawel Sergejewitsch Charitonow, russischer Snowboarder
- 25. Juli: Victor Hogan, südafrikanischer Leichtathlet
- 25. Juli: César Ramos, brasilianischer Automobilrennfahrer
- 26. Juli: Tomáš Zmoray, slowakischer Skispringer
- 27. Juli: Henrik Dalsgaard, dänischer Fußballspielerin
- 27. Juli: Jana-Marie Meiser, deutsche Volleyballspielerin
- 27. Juli: Natalia Partyka, polnische Tischtennisspielerin
- 28. Juli: Albin Ekdal, schwedischer Fußballspieler
- 30. Juli: Aleix Espargaró, spanischer Motorradrennfahrer
- 30. Juli: Cristian Codrin Gherhard, deutscher Handballspieler und Model
- 31. Juli: Vassilis Adamou, zyprischer Mountainbiker und Straßenradrennfahrer
- 31. Juli: Wiktoryja Asaranka, belarussische Tennisspielerin

### August

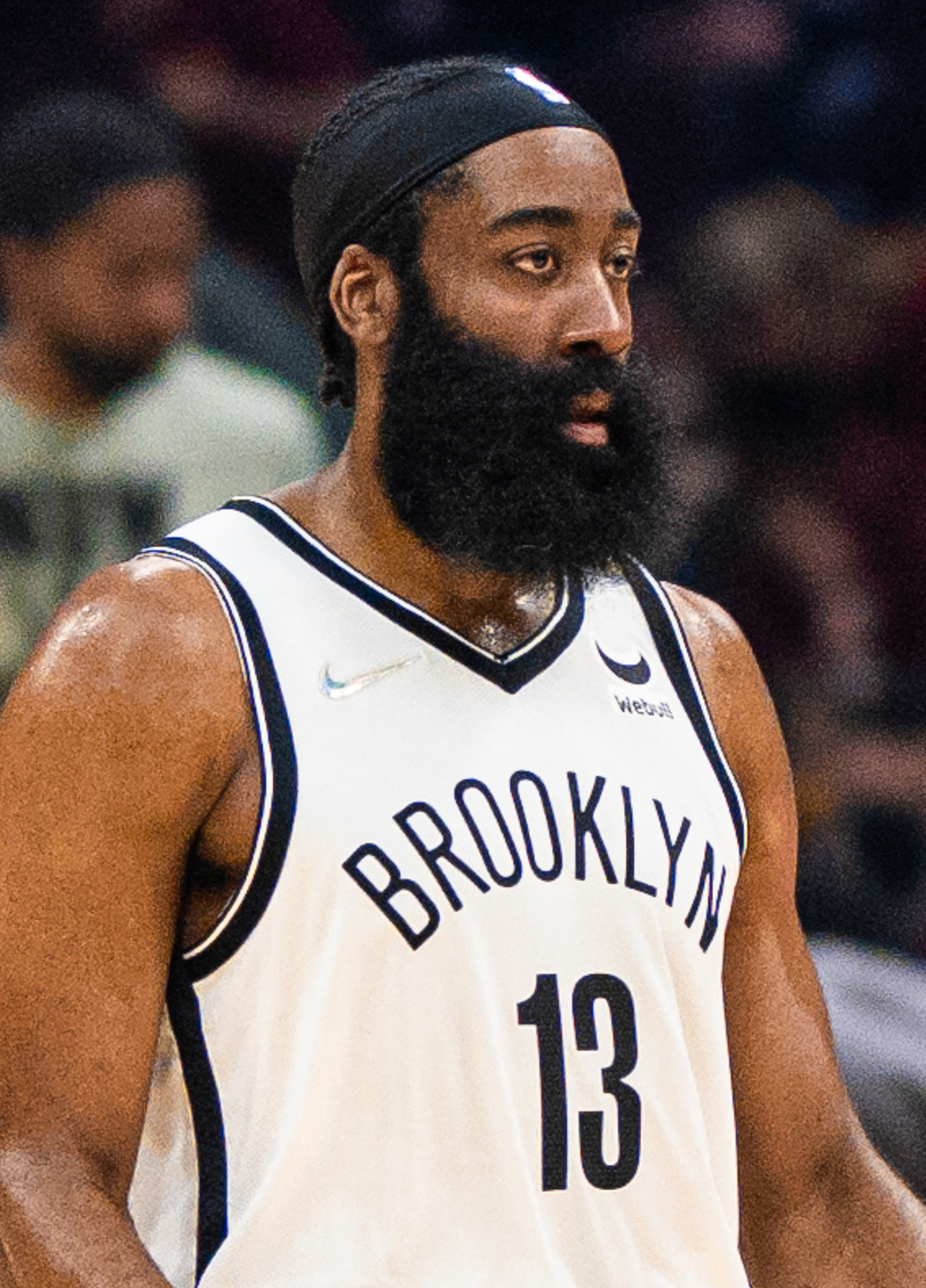
James Harden (2022)

- 01. August: Nicolò Brighenti, italienischer Fußballspieler
- 01. August: Simona Hajduk, kroatische Handballtorhüterin
- 03. August: Jules Bianchi, französischer Automobilrennfahrer († 2015)
- 03. August: Tobias Hegewald, deutscher Automobilrennfahrer
- 03. August: Melanie Herrmann, deutsche Handballspielerin
- 03. August: Mike Sserumagga, ugandischer Fußballspieler
- 04. August: Genevieve Gregson, australische Leichtathletin
- 05. August: Kelsi Fairbrother, britische Handballspielerin
- 06. August: Aymen Abdennour, tunesischer Fußballspieler
- 06. August: Elisabeth Anderson, US-amerikanische Skispringerin
- 08. August: Pedro Gutiérrez, venezolanischer Radsportler
- 08. August: Dominique Wassi, kamerunischer Fußballspieler
- 09. August: Andrea Iannone, italienischer Motorradrennfahrer
- 09. August: Dener Jaanimaa, estnischer Handballspieler
- 10. August: Bryan Gaul, US-amerikanischer Fußballspieler
- 10. August: Tim Völzke, deutscher Handballspieler
- 11. August: Eke Uzoma, nigerianischer Fußballspieler
- 12. August: Geoffrey Mujangi Bia, belgischer Fußballspieler
- 14. August: Florian Abel, deutscher Fußballspieler
- 14. August: Thorsten Margis, deutscher Bobsportler
- 15. August: Mario Kirew, bulgarischer Fußballspieler
- 15. August: Ryan McGowan, australischer Fußballspieler
- 16. August: Roeland Pruijssers, niederländischer Schachspieler
- 17. August: David Abdul, arubanischer Fußballspieler
- 19. August: Uschi Freitag, deutscher Turm- und Wasserspringerin
- 20. August: Judd Trump, britischer Snookerspieler
- 21. August: Giuseppe Bellusci, italienischer Fußballspieler
- 21. August: Charlison Benschop, niederländischer Fußballspieler
- 21. August: Matteo Gentili, italienischer Fußballspieler
- 21. August: Ognjen Matic, australischer Handballspieler
- 22. August: Tristan Vautier, französischer Automobilrennfahrer
- 23. August: Heiko Schwarz, deutscher Fußballspieler
- 24. August: Alongkorn Jornnathong, thailändischer Fußballspieler
- 25. August: Bahadir Incilli, deutscher Fußballspieler
- 25. August: Roberto Quistial, ecuadorianischer Radrennfahrer
- 26. August: Myriam Krüger, deutsche Fußballspielerin
- 26. August: James Harden, US-amerikanischer Basketballspieler
- 28. August: Valtteri Bottas, finnischer Automobilrennfahrer
- 30. August: Jesper Nielsen, schwedischer Handballspieler

### September

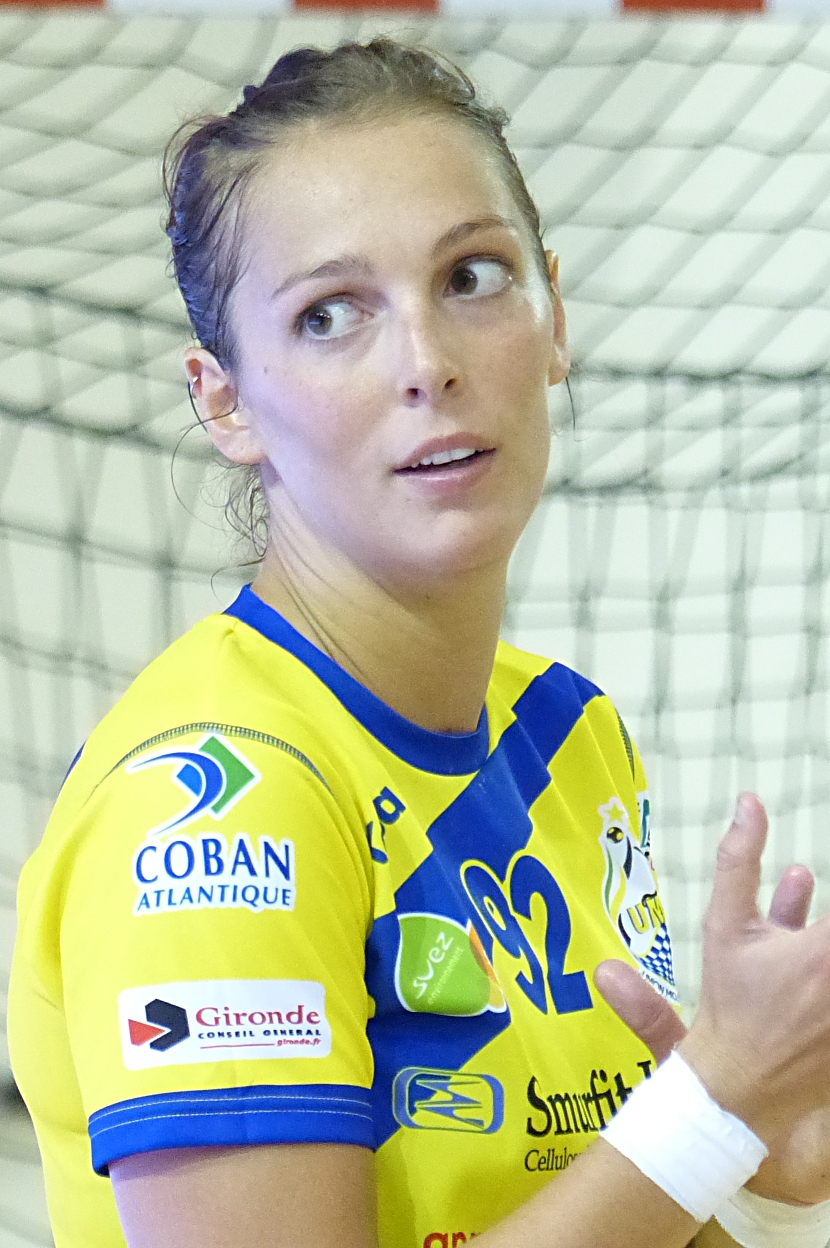
Audrey Deroin

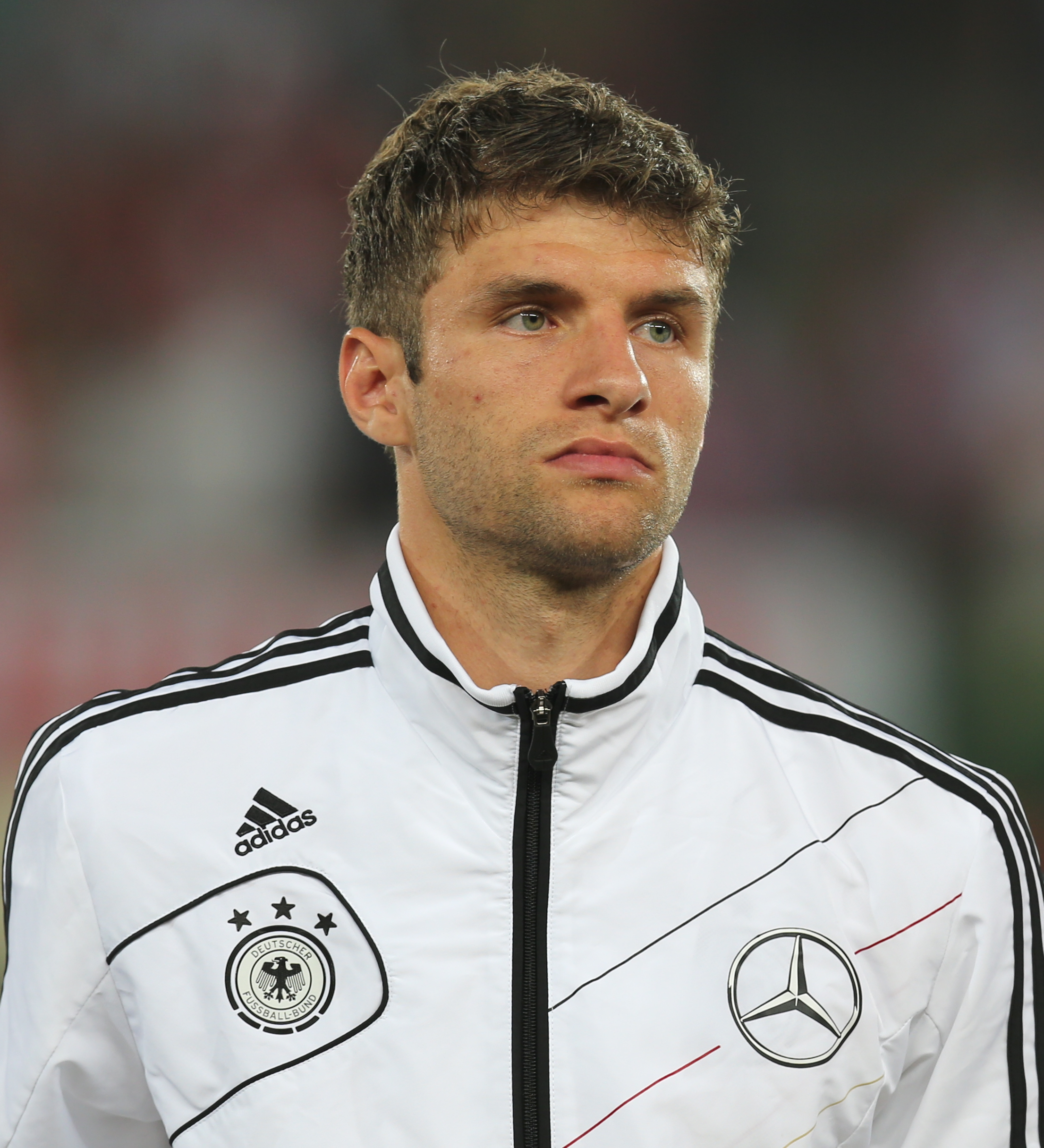
Thomas Müller

- 01. September: Lim Nam-kyu, südkoreanischer Rennrodler
- 01. September: Rachel Wallader, britische Kugelstoßerin
- 04. September: Gregory Baxter, kanadischer Skispringer
- 06. September: Ljudmila Aksenenko, russische Naturbahnrodlerin
- 06. September: Mikael Appelgren, schwedischer Handballspieler
- 06. September: Audrey Deroin, französische Handballspielerin
- 07. September: Diego Pérez, chilenischer Rollstuhltennisspieler
- 07. September: Dominik Schmid, österreichischer Handballspieler
- 08. September: Salvijus Berčys, litauischer Schachspieler
- 08. September: Tim-Philip Jurgeleit, deutscher Handballspieler
- 09. September: Johnny Cecotto jr., venezolanischer Automobilrennfahrer
- 12. September: Rafał Majka, polnischer Radrennfahrer
- 13. September: Paul Camps, deutscher Fußballspieler
- 13. September: Thomas Müller, deutscher Fußballspieler
- 13. September: Marie Pollmann, deutsche Fußballspielerin
- 14. September: Aljoša Turk, slowenischer Badmintonspieler
- 17. September: Danny Queck, deutscher Skispringer
- 20. September: Stefan Wilson, britischer Automobilrennfahrer
- 21. September: Sabri Loan Boumelaha, algerisch-französischer Fußballspieler
- 21. September: Sandro Kaiser, deutscher Fußballspieler
- 21. September: Swetlana Romaschina, russische Synchronschwimmerin
- 22. September: Felix Brodauf, deutscher Skispringer
- 22. September: Audrey Cordon, französische Radrennfahrerin
- 22. September: Dario Quenstedt, deutscher Handballtorwart
- 23. September: Sedat Berisha, albanisch-mazedonischer Fußballspieler
- 23. September: Tori Huster, US-amerikanische Fußballspielerin
- 24. September: Kevin Horlacher, deutscher Skispringer
- 26. September: Keegan Linderboom, südafrikanisch-neuseeländischer Fußballspieler
- 26. September: Vanessa Martini, deutsche Fußballspielerin

### Oktober
- 02. Oktober: Frederik Andersen, dänischer Eishockeytorwart
- 03. Oktober: Chase Austin, US-amerikanischer Automobilrennfahrer
- 04. Oktober: Kevin Weidlich, deutsch-ghanaischer Fußballspieler
- 05. Oktober: Maxim Andrejewitsch Chudjakow, russischer Beachvolleyballspieler
- 05. Oktober: Tomáš Číp, tschechischer Handballspieler
- 05. Oktober: Kimiya Satō, japanischer Automobilrennfahrer
- 07. Oktober: Erik Akkersdijk, niederländischer Speedcuber
- 07. Oktober: Daniel Drescher, österreichischer Fußballspieler
- 08. Oktober: Kushtrim Lushtaku, kosovarischer Fußballspieler
- 08. Oktober: Armand Traoré, französischer Fußballspieler
- 11. Oktober: Anton Nikitowitsch Nebylizki, russischer Automobilrennfahrer
- 11. Oktober: Michelle Wie, US-amerikanische Golfspielerin
- 13. Oktober: Breno Vinícius Rodrigues Borges, brasilianischer Fußballspieler
- 14. Oktober: Yusuf Abdioğlu, türkischer Fußballspieler
- 14. Oktober: Ramón Ábila, argentinischer Fußballspieler
- 15. Oktober: Joeri Adams, belgischer Cyclocross- und Straßenradrennfahrer
- 15. Oktober: Anthony Joshua, britischer Boxer
- 15. Oktober: Harrison Kennedy, liberianischer Fußballspieler
- 15. Oktober: Delfina Merino, argentinische Hockeyspielerin
- 15. Oktober: Dominic Storey, neuseeländischer Automobilrennfahrer
- 16. Oktober: Dan Biggar, walisischer Rugbyspieler
- 16. Oktober: Stefanie Draws, deutsche Fußballspielerin
- 16. Oktober: Cristian Martínez, andorranischer Fußballspieler
- 16. Oktober: Alper Solak, türkischer Eishockeyspieler
- 18. Oktober: Matthew Centrowitz, US-amerikanischer Mittelstreckenläufer
- 18. Oktober: Sandra Toft, dänische Handballspielerin
- 20. Oktober: Patrick Rigobert Amrhein, deutscher Fußballspieler
- 20. Oktober: Kristina Liščević, serbische Handballspielerin
- 21. Oktober: Tobias Rivesjö, schwedischer Handballspieler
- 21. Oktober: Billy Stairmand, neuseeländischer Surfer
- 21. Oktober: Christopher Zanella, Schweizer Automobilrennfahrer
- 24. Oktober: Cristian Gamboa, costa-ricanischer Fußballspieler
- 26. Oktober: Yannick Mettler, Schweizer Automobilrennfahrer
- 26. Oktober: Daniel Mullen, australischer Fußballspieler
- 29. Oktober: Primož Roglič, slowenischer Radrennfahrer und Skispringer
- 31. Oktober: Ryan Phinny, US-amerikanischer Automobilrennfahrer

### November
- 04. November: Saeid Mourad Abdvali, iranischer Ringer
- 04. November: Ju Hui, südkoreanische Handballspielerin
- 05. November: Sinan Akdağ, deutscher Eishockeyspieler
- 05. November: Eray Atalı, türkischer Eishockeytorhüter
- 05. November: Luke DeVere, australischer Fußballspieler
- 06. November: Diana Pérez, mexikanische Fußballschiedsrichterin
- 07. November: Tina Aeberli, Schweizer Footbagspielerin
- 07. November: Sascha Marquet, deutscher Fußballspieler
- 08. November: Stine Bodholt Nielsen, dänische Handballspielerin
- 08. November: Leonardo Cordeiro, brasilianischer Automobilrennfahrer
- 08. November: Kalle Leinonen, finnischer Freestyle-Skier
- 08. November: Sanni Leinonen, finnische Skirennläuferin
- 08. November: Kevin Sommer, französischer Fußballspieler
- 10. November: Daniel Adjei, ghanaischer Fußballspieler
- 10. November: Brendon Hartley, neuseeländischer Automobilrennfahrer
- 11. November: Martin Brandt, deutscher Handballspieler
- 11. November: Lewis Williamson, britischer Automobilrennfahrer
- 13. November: Akutaaneq Kreutzmann, grönländischer Handballspieler
- 15. November: Troy Castaneda, US-amerikanischer Automobilrennfahrer
- 16. November: Akiem Hicks, US-amerikanischer American-Football-Spieler
- 18. November: Nathan Michael Elasi, australischer Fußballspieler
- 19. November: Ole Rahmel, deutscher Handballspieler
- 19. November: Roman Trofimow, russischer Skispringer
- 21. November: Cássio Francisco de Jesus, brasilianischer Fußballspieler († 2025)
- 23. November: Rachel Moret, Schweizer Tischtennisspielerin
- 24. November: Marco Wittmann, deutscher Automobilrennfahrer
- 27. November: Andrei Sobolew, russischer Snowboarder
- 27. November: Jean Spies, südafrikanischer Radsportler
- 28. November: Salma Amani, französisch-marokkanische Fußballspielerin
- 29. November: Dominic Adiyiah, ghanaischer Fußballspieler
- 29. November: Stefan Bradl, deutscher Motorradrennfahrer
- 29. November: Dominik Kraihamer, österreichischer Automobilrennfahrer

### Dezember
- 01. Dezember: Safiya Burxonova, usbekische Leichtathletin
- 01. Dezember: Markus Rühmkorf, österreichischer Fußballspieler
- 07. Dezember: Philip Larsen, dänischer Eishockeyspieler
- 08. Dezember: Matthew Jurman, australischer Fußballspieler
- 08. Dezember: Anna Monz, deutsche Handballspielerin
- 13. Dezember: Hellen Obiri, kenianische Leichtathletin
- 14. Dezember: Amini Fonua, tongaischer Schwimmer
- 14. Dezember: Klaus Gjasula, albanisch-deutscher Fußballspieler
- 16. Dezember: Kerim Avcı, deutsch-türkischer Fußballspieler
- 16. Dezember: Wera Nebolsina, russische Schachspielerin
- 16. Dezember: Sara Penzo, italienische Fußballtorfrau
- 18. Dezember: Lawrence Visser, belgischer Fußballschiedsrichter
- 21. Dezember: Shōhei Tochimoto, japanischer Skispringer
- 24. Dezember: Maxine Mittendorf, deutsche Fußballspielerin
- 27. Dezember: Anželika Ahmetšina, estnische Fußballspielerin
- 27. Dezember: Dschawid Schakirowitsch Gamsatow, belarussischer Ringer
- 27. Dezember: Jekaterina Lagno, ukrainisch-russische Schachspielerin
- 30. Dezember: Bart Hylkema, niederländischer Automobilrennfahrer
- 30. Dezember: Kevin Rauhut, deutscher Fußballtorhüter
- 30. Dezember: Ryan Sheckler, US-amerikanischer Skateboardfahrer
- 31. Dezember: Michael Haunschmid, österreichischer Fußballtorhüter
- 31. Dezember: Natalia Kowalska, polnische Automobilrennfahrerin
- 31. Dezember: Line Myers, dänische Handballspielerin

### Datum unbekannt
- Thomas Lüttich, deutscher Poolbillardspieler

## Gestorben

### Januar
- 06. Januar: Jim Hurtubise, US-amerikanischer Automobilrennfahrer (* 1932)
- 07. Januar: Ugo Pignotti, italienischer Fechter (* 1908)
- 08. Januar: Frank Sullivan, kanadischer Eishockeyspieler und -trainer (* 1898)
- 11. Januar: Eugène Dussous, französischer Automobilrennfahrer (* 1905)
- 11. Januar: Klaus Miesner, deutscher Handballspieler und -trainer (* 1935)
- 13. Januar: Charles Hornbostel, US-amerikanischer Leichtathlet (* 1911)
- 14. Januar: Odette Monard, französische Schwimmerin (* 1903)
- 15. Januar: František Douda, tschechoslowakischer Leichtathlet (* 1908)
- 16. Januar: Fredrik Meyer, norwegischer Segler (* 1916)
- 18. Januar: Bienna Pélégry, französische Schwimmerin (* 1899)
- 22. Januar: Diana Pizzavini, italienische Turnerin (* 1911)
- 23. Januar: Robert Gerhardt, US-amerikanischer Ruderer (* 1903)
- 26. Januar: Roberto Figueroa, uruguayischer Fußballspieler (* 1904)
- 26. Januar: George Schroth, US-amerikanischer Wasserballspieler (* 1899)
- 27. Januar: Willibald Kreß, deutscher Fußballspieler (* 1906)
- 28. Januar: László Papp, ungarischer Ringer (* 1905)
- 29. Januar: Halina Konopacka, polnische Leichtathletin (* 1900)
- 31. Januar: Ty Anderson, US-amerikanischer Eishockeyspieler (* 1908)

### Februar
- 01. Februar: Hubert Ausböck, deutscher Boxer (* 1908)
- 01. Februar: Erik Persson, schwedischer Fußball-, Bandy- und Eishockeyspieler (* 1909)
- 02. Februar: Ondrej Nepela, slowakischer Eiskunstläufer und Eiskunstlauftrainer (* 1951)
- 07. Februar: Adolf Martignoni, Schweizer Eishockeyspieler (* 1909)
- 08. Februar: John Coward, britischer Eishockeyspieler (* 1907)
- 12. Februar: Eduard Bräsecke, deutscher Leichtathlet (* 1905)
- 14. Februar: Duncan Gregg, US-amerikanischer Ruderer (* 1910)
- 15. Februar: Hüseyin Akbaş, türkischer Ringer (* 1933)
- 15. Februar: Antonio Provenzani, italienischer Ruderer (* 1906)
- 16. Februar: Arne Jørgensen, dänischer Turner (* 1897)
- 17. Februar: Johannes Sobek, deutscher Fußballspieler (* 1900)
- 17. Februar: Jan Vreede, niederländischer Segler (* 1900)
- 21. Februar: Alex Thépot, französischer Fußballtorhüter (* 1906)
- 26. Februar: Jupp Schlaf, deutscher Tischtennisfunktionär und -spieler (* 1919)
- 28. Februar: Karl Anderson, US-amerikanischer Leichtathlet (* 1900)
- 000Februar: Dudley Wilkins, US-amerikanischer Leichtathlet (* 1914)

### März
- 06. März: Hans-Joachim Hannemann, deutscher Ruderer (* 1915)
- 08. März: Jelisaweta Bykowa, sowjetische Schachspielerin (* 1913)
- 08. März: Albert De Roocker, belgischer Fechter (* 1904)
- 08. März: Luigi Rovati, italienischer Boxer (* 1904)
- 09. März: Hilda Strike, kanadische Leichtathletin (* 1910)
- 15. März: Manlio Di Rosa, italienischer Fechter (* 1914)
- 16. März: Pierre Huylebroeck, belgischer Eisschnellläufer (* 1922)
- 18. März: Werner Proft, deutscher Hockeyspieler (* 1901)
- 20. März: Mogens Lüchow, dänischer Fechter (* 1918)
- 23. März: George Marthins, indischer Hockeyspieler (* 1905)
- 28. März: Jacques Lecat, französischer Automobilrennfahrer (* 1910)
- 31. März: Hugh Alessandroni, US-amerikanischer Fechter (* 1908)

### April
- 01. April: Paul Jappe, US-amerikanischer American-Football-Spieler (* 1898)
- 05. April: Frank Foss, US-amerikanischer Leichtathlet (* 1895)
- 06. April: Elizabeth Becker-Pinkston, US-amerikanische Wasserspringerin (* 1903)
- 06. April: Tapani Niku, finnischer Skilangläufer (* 1895)
- 06. April: Michael Reusch, Schweizer Turner (* 1914)
- 08. April: John Wyer, britischer Motorsportteameigner und Rennleiter (* 1909)
- 09. April: Birger Holmquist, schwedischer Eishockey- und Bandyspieler (* 1900)
- 12. April: Edi Finger, Sportjournalist und erster österreichischer TV-Sportreporter (* 1924)
- 13. April: Erich Herrmann, deutscher Feldhandballspieler (* 1914)
- 14. April: Valdemar Laursen, dänischer Fußballspieler und -schiedsrichter sowie Sportjournalist (* 1900)
- 16. April: Hakkı Yeten, türkischer Fußballspieler, -trainer und -funktionär (* 1910)
- 18. April: Adil Atan, türkischer Ringer (* 1929)
- 24. April: Franz Binder, österreichischer Fußballspieler (* 1911)
- 24. April: Roland Harper, britischer Leichtathlet (* 1907)
- 30. April: Pierre Lewden, französischer Leichtathlet (* 1901)

### Mai
- 03. Mai: Gordon Dailley, britischer Eishockeyspieler (* 1911)
- 05. Mai: Jón Ingi Guðmundsson, isländischer Wasserballspieler (* 1909)
- 05. Mai: Hermann Hölter, deutscher Moderner Fünfkämpfer (* 1900)
- 06. Mai: Heinz Werner, deutscher Fußballspieler (* 1910)
- 12. Mai: Edmond Mouche, französischer Automobilrennfahrer (* 1899)
- 12. Mai: Axel-Herman Nilsson, schwedischer Skispringer und Nordischer Kombinierer (* 1894)
- 21. Mai: Gerard Yantz, US-amerikanischer Handballspieler (* 1917)
- 23. Mai: Earle Wilson, US-amerikanischer Leichtathlet (* 1901)
- 25. Mai: Jean Despeaux, französischer Boxer (* 1915)
- 28. Mai: Camille Médy, französischer Skilangläufer (* 1902)
- 28. Mai: Iván Palazzese, venezolanischer Motorradrennfahrer (* 1962)
- 29. Mai: Edmond Soussa, ägyptischer Karambolagespieler (* 1898)
- 30. Mai: Heinz Hasselberg, deutscher Radrennfahrer (* 1914)
- 30. Mai: Jane Manske, US-amerikanische Schwimmerin und Wasserspringerin (* 1910)
- 31. Mai: Willi Horn, deutscher Kanute (* 1909)

### Juni
- 07. Juni: James Cristy, US-amerikanischer Schwimmer (* 1913)
- 07. Juni: Chico Landi, Automobilrennfahrer (* 1907)
- 16. Juni: Arthur Häggblad, schwedischer Skilangläufer (* 1908)
- 23. Juni: Arne Tuft, norwegischer Skilangläufer (* 1911)
- 27. Juni: Fritz Bleiweiß, deutscher Leichtathlet (* 1911)
- 29. Juni: Oskar Nowak, österreichischer Eishockeyspieler (* 1913)

### Juli
- 01. Juli: Matthias Billen, deutscher Fußballspieler (* 1910)
- 09. Juli: John Fitzpatrick, kanadischer Leichtathlet (* 1907)
- 17. Juli: Heinz Risse, deutscher Schriftsteller und Automobilrennfahrer (* 1898)
- 17. Juli: František Šimůnek, tschechoslowakischer Skisportler (* 1910)
- 20. Juli: Erwin Sietas, deutscher Schwimmer und Wasserballspieler (* 1910)
- 24. Juli: Henri de Costier, französischer Automobilrennfahrer (* 1901)
- 28. Juli: Donnell Young, US-amerikanischer Sprinter (* 1888)
- 000Juli: Hermógenes Netto, brasilianischer Radrennfahrer (* 1913)

### August
- 02. August: Marsilio Pasotti, italienischer Automobilrennfahrer (* 1939)
- 04. August: Wilhelm Stasch, deutscher Boxer (* 1911)
- 08. August: Enrico Lorenzetti, italienischer Motorradrennfahrer (* 1911)
- 11. August: Hans Zeier, Schweizer Skisportler (* 1899)
- 15. August: Anton Richter, österreichischer Gewichtheber (* 1911)
- 17. August: Lawrence Stevens, südafrikanischer Boxer (* 1913)
- 19. August: Ernst van den Berg, niederländischer Hockeyspieler (* 1915)
- 19. August: Ivan Lindgren, schwedischer Skilangläufer (* 1906)
- 20. August: Syd van der Vyver, südafrikanischer Motorrad- und Automobilrennfahrer (* 1920)
- 23. August: Erik Almgren, schwedischer Fußballspieler und -trainer (* 1908)
- 24. August: André Carré, französischer Automobilrennfahrer (* 1908)
- 25. August: Frank Henry, US-amerikanischer Reiter (* 1909)
- 28. August: Charles Sheaffer, US-amerikanischer Hockeyspieler (* 1904)
- 28. August: Karl-Heinz Wegmann, deutscher Kugelstoßer (* 1934)
- 29. August: Pua Kealoha, US-amerikanischer Schwimmer (* 1902)
- 29. August: Peter Markham Scott, britischer Segler (* 1909)
- 31. August: Bruno Francisci, italienischer Motorradrennfahrer (* unbekannt)

### September
- 01. September: Kazimierz Deyna, polnischer Fußballspieler (* 1947)
- 01. September: Cyril Gill, britischer Leichtathlet (* 1902)
- 03. September: Sten Mellgren, schwedischer Fußballspieler (* 1900)
- 03. September: Gaetano Scirea, italienischer Fußballspieler (* 1953)
- 03. September: Rip Sewell, US-amerikanischer Baseballspieler (* 1907)
- 04. September: Mokhtar Arribi, algerischer Fußballspieler und -trainer (* 1924)
- 08. September: Henri Disy, belgischer Wasserballtorhüter (* 1913)
- 09. September: Heinrich Angst, Schweizer Bobfahrer (* 1915)
- 10. September: Dutch Elston, US-amerikanischer American-Football-Spieler (* 1918)
- 11. September: William Vollery, Schweizer Automobilrennfahrer (* 1949)
- 20. September: Stig Andersson-Tvilling, schwedischer Eishockeyspieler (* 1928)
- 20. September: Richie Ginther, US-amerikanischer Automobilrennfahrer (* 1930)
- 20. September: Gustl Müller, deutscher Skisportler (* 1903)
- 24. September: Charles Hutter, US-amerikanischer Schwimmer (* 1916)
- 29. September: Thomas Keller, Schweizer Ruderer und langjähriger Präsident des Ruderweltverbandes FISA (* 1924)
- 30. September: Ludwig Schuberth, österreichischer Feldhandballspieler (* 1911)

### Oktober
- 03. Oktober: James Bickford, US-amerikanischer Bobfahrer (* 1912)
- 03. Oktober: Mehmut Şevket Karman, türkischer Skilang- und Skirennläufer (* 1912)
- 04. Oktober: Félix Quinault, französischer Automobilrennfahrer (* 1906)
- 09. Oktober: Fernand Ciatti, luxemburgischer Boxer (* 1912)
- 09. Oktober: Sven Israelsson, schwedischer Skisportler (* 1920)
- 11. Oktober: László Hídvéghy, ungarischer Eisschnellläufer (* 1910)
- 13. Oktober: Fred Agabashian, US-amerikanischer Automobilrennfahrer (* 1913)
- 13. Oktober: Herbert Wildman, US-amerikanischer Wasserballtorhüter (* 1912)
- 14. Oktober: René Petit, französischer Fußballspieler und -trainer (* 1899)
- 17. Oktober: Helge Jansson, schwedischer Leichtathlet (* 1904)
- 23. Oktober: Henken Widengren, schwedischer Unternehmer und Automobilrennfahrer (* 1910)
- 27. Oktober: Alfred Wilson, US-amerikanischer Ruderer (* 1903)
- 30. Oktober: Herbert Bignall, britischer Leichtathlet (* 1906)

### November
- 01. November: Max Streib, Schweizer Handballspieler (* 1912)
- 04. November: Bohumil Váňa, tschechischer Tischtennisspieler (* 1920)
- 08. November: Gino Soldà, italienischer Bergsteiger und Skilangläufer (* 1907)
- 21. November: Heiko Fischer, deutscher Eiskunstläufer (* 1960)
- 29. November: Ödön Zombori, ungarischer Ringer (* 1906)
- 30. November: Gottfried Pohlan, deutscher Motorradrennfahrer (* 1927)
- 30. November: Pier Luigi Vestrini, italienischer Ruderer (* 1905)
- 000November: Édouard Candeveau, Schweizer Ruderer (* 1898)

### Dezember
- 01. Dezember: Heinz Brendel, deutscher Automobilrennfahrer (* 1915)
- 03. Dezember: Mario Astorri, italienischer Fußballspieler und -trainer (* 1920)
- 07. Dezember: Melchior Wezel, Schweizer Turner (* 1903)
- 10. Dezember: Frederick Hedges, kanadischer Ruderer (* 1903)
- 13. Dezember: Michele Fanelli, italienischer Leichtathlet (* 1907)
- 15. Dezember: Anders Andersson, schwedischer Eishockeyspieler (* 1937)
- 15. Dezember: Charles Holland, britischer Radrennfahrer (* 1908)
- 16. Dezember: Oscar Gálvez, argentinischer Automobilrennfahrer (* 1913)
- 18. Dezember: Jack Kilpatrick, britischer Eishockeyspieler (* 1917)
- 23. Dezember: Lennart Strandberg, schwedischer Leichtathlet (* 1915)
- 27. Dezember: Giovanni Tubino, italienischer Turner (* 1900)
- 30. Dezember: Sten Abel, norwegischer Segler (* 1899)
- 30. Dezember: Miyazaki Yasuji, japanischer Schwimmer und Schwimmsportfunktionär (* 1916)
- 31. Dezember: Georges de Bourguignon, belgischer Fechter (* 1910)
- 31. Dezember: Clarence Hammar, schwedischer Segler (* 1899)
- 000Dezember: Raymond Bru, belgischer Florettfechter (* 1906)
- 000Dezember: Wagner Walbom, isländischer Badmintonspieler (* 1916)

### Datum unbekannt
- Oldřich Hanč, tschechoslowakischer Eisschnellläufer (* 1915)
- Otto Löhr, deutscher Automobilrennfahrer (* 1900)
- Sam Richardson, kanadischer Leichtathlet (* 1917)